# Postordnung
Unter Postordnung versteht man die Gesamtheit der für alle Anstalten einer staatlichen Post zu beachtenden rechtlichen Vorschriften. Die rechtliche Grundlage der Postordnung bildet das Postgesetz.

## Historische Entwicklung in Deutschland

Preußisches Amtsblatt 1848

Die verschiedenen altdeutschen Staaten erließen zu unterschiedlichen Zeiten Postordnungen, wenn die Errichtung von staatlichen Posten oder die Änderung deren Verwaltungsform es erforderten.
Die Entwicklung der neuzeitlichen Post in Deutschland ging von Preußen aus. Ein erstes bedeutendes Gesetz über das Preußische Postwesen erschien am 10. August 1712 unter dem Titel „Neue Postordnung“ (nebst dem revidierten Reglement vom 19. März 1710 und dem neuen Extra-Post-Reglement). Diese Postordnung wurde am 26. November 1782 erneuert und erweitert. Im Preußischen „Gesetz über das Postwesen vom 5. Juni 1852“ lautet § 50: „Die Postverwaltung ist ermächtigt, durch ein von ihr zu erlassendes und durch Amtsblätter zur öffentlichen Kenntnis zu bringendes Reglement, diesen Bestimmungen als ein Bestandteil des zwischen dem Absender oder Reisenden einerseits und der Postverwaltung andererseits eingegangenen Vertrages erachtet werden sollen, ...“
Am 31. Juli 1852 erschien das „Reglement zu dem Gesetz über das Postwesen“, mit Änderungen zum 27. Mai 1856 und 21. Dezember 1860.
Die Norddeutsche Bundespost erließ am 11. Dezember 1867 eine für ihr gesamtes Gebiet gültige und auf der preußischen Postordnung basierende neue Postordnung. Darauf basiert wiederum die Postordnung der Reichspost, vorerst noch ohne Bayern und Württemberg, die mit dem Reichsgesetz vom 28. Oktober 1871 verabschiedet wurde. Ihre jeweils gültige Form wurde durch Änderungen, die im Reichsgesetzblatt (RGBl.) veröffentlicht wurden, verkündet.
In der „Verfassung des Deutschen Reiches“ wurde dem Kaiser das Recht zugestanden, das Postreglement zu erlassen: „§ 50: Dem Kaiser steht der Erlass der reglementarischen Festsetzungen und allgemeinen administrativen Anordnungen, ... zu“.
Im „Gesetz über das Postwesen des Deutschen Reiches“ wurde (wiederum im § 50) dieses Recht bereits delegiert und auch spezifiziert: „§ 50: Durch ein vom Reichskanzler zu erlassendes Reglement, welches mittels der für die Publikation amtlicher Bekanntmachungen bestimmten Blätter zu veröffentlichen ist. Werden die weiteren, bei Benutzung der Postanstalten, zu beachtenden Vorschriften getroffen. Diese Vorschriften gelten als Bestandteil des Vertrages zwischen der Postanstalt und dem Absender. Das Reglement hat zu enthalten:
- die Bedingungen für die Annahme aller behufs der Beförderung durch die Post eingelieferten Gegenstände,
- das Maximalgewicht der Briefe und Pakete,
- die Bedingungen der Rückforderung von Seite des Absenders und die Vorschriften über die Behandlung unbestellbarer Sendungen,
- die Bestimmungen wegen der Verfügungen über unanbringliche Sendungen,
- die Bezeichnung der für Beförderung durch die Post unzulässigen Gegenstände,
- Die Gebühren für Postanweisungen, Vorschusssendungen und sonstige Geldübermittlungen durch die Post, für Sendungen von Drucksachen, Warenproben und Mustern, Korrespondenzkarten, recommandierte Sendungen, für Zustellung von Sendungen mit Behändigungsschein, für Laufschreiben wegen Postsendungen und Überweisung der Zeitungen;
- Anordnungen über die Art der Bestellung der durch die Post beförderten Gegenstände und die hierfür zu erhebenden Gebühren, insbesondere die Gebühren für Bestellung der Expresssendungen, der Stadtbriefe und Pakete, der Wertsendungen, ferner die Vorschriften über Estafettenbeförderung; ...“

Am 18. Dezember 1874, 8. März 1879, 11. Juni 1892, 20. März 1900 und 28. Juli 1917 erfolgten jeweils Gesetzesänderungen.
Eine neue Postordnung folgte vom 22. Dezember 1921. In der Zeit der Inflation wurde z. B. die Haftung der Post vorübergehend geändert. Das Gesetz über das Telegraphenwesens des Deutschen Reiches vom 6. April 1892 war an den Fortschritt der Technik anzupassen. Die Reichsverfassung vom 11. August 1919 schuf die Rechtsgrundlage für die Einheit des deutschen Post- und Telegraphenwesens. In der Ausführung wurden die bisher selbständigen Post- und Telegraphenverwaltung Bayerns und Württembergs durch Staatsverträge, die das Reich mit diesen Ländern schloss, zum 1. April 1920 an das Reich übergeführt. In der Zeit der schnellen Geldentwertung lag der Gedanke nahe, die Reichspost, die beträchtliche Zuschüsse aus der Reichskasse erforderte, auf eigene Füße zu stellen. Die Reichskasse befand sich durch die Reparationsverpflichtungen und durch die Folgen der Inflation schon in sehr desolatem Zustand. Die Reichspost, wie auch die Reichsbahn, mussten bereits im November 1923 aus der unmittelbaren Verbindung mit dem allgemeinen Reichshaushalt gelöst werden und war sich selber überlassen. Seit dem „Reichsgesetz über die Verkündung von Rechtsverordnungen vom 13. Oktober 1923“ (RGBl. I, S. 959) wurde das Amtsblatt der Post Verkündungsorgan für die Postordnung. Trotzdem sind die wichtigsten Verordnungen auch weiterhin im Reichsgesetzblatt verkündet worden.
Bis zum 1. April 1924 bildet das Postgesetz die Grundlage des Postrechts. Das „Reichspostfinanzgesetz (RPFG) vom 18. März 1924“ ermächtigt den Verwaltungsrat der Deutschen Reichspost über die Grundsätze für die Benutzung der Verkehrseinrichtungen und für die Gebührenbemessung Beschluss zu fassen. „Gemäß § 2 erlässt der Reichspostminister nach Maßgabe der nach § 6 dieses Gesetzes getroffenen Entscheidungen des Verwaltungsrats die Verordnungen über die Bedingungen und Gebühren für die Benutzung der Verkehrseinrichtungen.“ An dem Status der Deutschen Reichspost als einer unmittelbaren Reichsverwaltung hat das Reichspostfinanzgesetz nicht geändert. All dies machte eine völlige Überarbeitung der Postordnung notwendig.
Am 30. Januar 1929 erschien eine neue Postordnung, in der an verschiedenen Stellen überholte Bezeichnungen durch zeitgemäße ersetzt und auch sonst Umstellungen und Änderungen vorgenommen worden, die die Fassung betreffen.
Das Reichspostfinanzgesetz wurde durch das „Gesetz zur Vereinfachung und Verbilligung der Verwaltung vom 27. Februar 1934“ (RGBl. I S. 130) mit Wirkung vom 1. April 1934 aufgehoben. Das sog. Vereinfachungsgesetz übertrug das Verordnungsrecht, also die Herausgabe der Postordnung, dem Reichspostministerium. „§ 4: Die Verordnungen über die Bedingungen und die Gebühren für die Benutzung der Verkehrseinrichtungen der Deutschen Reichspost erlässt der Reichspostminister.“ Zur beratenden Mitwirkung wurde ein Beirat gebildet, der in allen grundsätzlichen und besonders wichtigen Fragen lediglich anzuhören war.
Diese Postordnung war auch nach dem Zweiten Weltkrieg in Ost- und Westdeutschland weiterhin gültig.
Die Deutsche Post der DDR hat es in der Folgezeit auf vier eigene Postordnungen (1959, 1966, 1977) gebracht, die sich aber nicht sehr unterschieden. Die vierte „Post-Anordnung über den Postdienst“ erschien am 28. Februar 1986, gefolgt vom „Gesetz über das Postwesen“ vom 3. August 1989. Der Übergang der Deutschen Post der DDR auf die Bundespost wurde am 1. Juli 1990 durch „Anordnung über Stellung, Aufgabe und Arbeitsweise der Generaldirektionen sowie Postbank und Unternehmensfinanzierungen des Staatsunternehmens Deutsche Post der DDR.“ und am 29. September 1990 durch die „Bekanntmachung über das Inkrafttreten des Vertrages zwischen der Deutschen Demokratischen Republik und der Bundesrepublik Deutschland über die Herstellung der Einheit Deutschlands“. – Einigungsvertrag – vollzogen.
Durch das „Gesetz über die Verkündung von Rechtsverordnungen vom 30. Januar 1950“ (BGBl., S. 25, in Kraft getreten am 15. Februar 1950) ist wieder das Bundesgesetzblatt (BGBl.) oder der Bundesanzeiger Verkündungsorgan. Im Bundesanzeiger werden kleine Änderungen der Postordnung oder kleinere Gebührenänderungen verkündet. Im Bundesgesetzblatt ist dann jedoch ein Hinweis darauf notwendig. Die Bestimmungen der Postordnung selbst – die Benutzungsbestimmungen – stellen materiell Rechtsnormen dar, die für den Postkunden und den Richter verbindlich sind. Die Ausführungsbestimmungen (AB) der Postordnung sind dagegen lediglich Verwaltungsanordnungen, die nicht bindend sind.
Für die Deutsche Bundespost erschien am 16. Mai 1964 die „Postordnung mit Ausführungsbestimmungen, Anlagen und Anhang“. Diese hatte – mit Änderungen – Gültigkeit bis zum 1. Juli 1991, als „Allgemeine Geschäftsbedingungen“ an ihre Stelle traten. Sie fassten die Bestimmungen der Postordnung mit den „Allgemeinen Dienstanweisungen“ (ADA) zusammen. Am 1. Januar 1995 wurde aus der Deutschen Bundespost die Deutsche Post AG, die als privatwirtschaftliches Unternehmen ebenfalls nach „Allgemeinen Geschäftsbedingungen“ handelt.